# 삐리리~ 불어봐! 재규어
《삐리리~불어봐!재규어》(Piew to Fuku~Jaguar, ピュ-と吹く! ジャガ)는 우스타 쿄스케의 만화와 애니메이션을 일컫는다. 2000년 발간을 시작한 만화 삐리리~불어봐!재규어는 2010년 말월을 기점으로 완결이 났다. 대한민국에서는 대원씨아이에서 2011년 완결이 발간되었다.